# Economie van Portugal
| Economie van Portugal          | Economie van Portugal                                                               |
| ------------------------------ | ----------------------------------------------------------------------------------- |
|                                |                                                                                     |
| Munteenheid                    | 1 euro (€) = 100 eurocent                                                           |
| Fiscaal jaar                   | Kalenderjaar                                                                        |
| Handelsorganisaties            | EU, WTO en OESO                                                                     |
| Statistieken                   |                                                                                     |
| BBP koopkrachtpariteit (2006)  | $229.881 miljard                                                                    |
| BBP per hoofd (2006)           | $22.677                                                                             |
| BBP per sector                 | visserij en landbouw (4%), diensten (66%), energie (30%)                            |
| Inflatiepercentage (2008)      | 2,7%                                                                                |
| Beroepsbevolking (2007)        | 5,5 miljoen                                                                         |
| Beroepsbevolking per sector    | visserij en landbouw (13%), diensten (52%), energie (35%)                           |
| Werkloosheidspercentage (2007) | 8,4%                                                                                |
| Belangrijke industrieën        | landbouw, visserij, kurk, textiel, voedselverwerking, cement productie, elektronica |
| Handelspartners                |                                                                                     |
| Export (2005)                  | $38,8 miljard                                                                       |
| Belangrijkste partners         | EU en Verenigde Staten                                                              |
| Import (2005)                  | $60,35 miljard                                                                      |

Sinds de toetreding tot de Europese Unie in 1986 is de welvaart in Portugal toegenomen.
Portugal kende perioden van economische groei, stagnatie en recessie. Toch is de Portugese economie zich langzamerhand beginnen te herstellen. Risicofactoren blijven het tekort op de handelsbalans, de lage productiviteit en de grote schuld van de private sector.
De wereldwijde financieel-economische crisis die in de tweede helft van 2008 is begonnen, heeft een negatieve invloed op het economisch herstel van het land.

## Geschiedenis
Van de 15de eeuw tot de Anjerrevolutie in 1974, het tijdperk van Portugal als koloniale grootmacht, was de economie van Portugal hoofdzakelijk gebaseerd op handel met zijn kolonies in zoals Azië, Afrika en Zuid-Amerika. Dit zorgde ervoor dat het een van de machtigste landen in de wereld was. Portugal kende een economische groei die de mogelijkheid gaf om zich te integreren bij de ontwikkelde economische landen van West-Europa.
In 1822 echter werd Brazilië, een kolonie van Portugal, een onafhankelijk land, en hoewel Portugal erin slaagde om haar Afrikaanse koloniën in zijn bezit te houden tot 1974, hebben ze zich teruggetrokken in 1975.
Na de Anjerrevolutie werd Portugal getroffen door chaos en een negatieve economische groei. De industrie werd abrupt gestopt en alle sectoren van de economie, zoals de mijnbouw, landbouw, visserij, kwamen in een dal terecht. Hierdoor werd het land met de snelste groei in West-Europa, het land met de traagste groei. Deze daling werd versterkt door een massale emigratie van goede werkkrachten door politieke intimidatie.
In 1986 werd Portugal lid van de Europese Unie. Dit droeg bij tot een economisch stabiele groei en ontwikkeling. Sinds dat jaar lag de gemiddelde jaarlijkse groei van de economie rond 4,6%. Portugal heeft daarmee de snelst groeiende economie van de EU. Donaties van de Europese Unie zorgden ervoor dat de infrastructuur verbeterde.
Het financieel tekort wegwerken en structurele hervormingen ondergaan waren de voorwaarden om lid te worden van de Economische en Monetaire Unie (EMU).
In 1998 werd Portugal toegelaten tot de EMU, en het vergezelde tien andere Europese landen om op 1 januari 1999 de euro te lanceren.
In 1999 genoot het van sterke Economische groei, dalende renten en een lage werkloosheid.
De euro werd als gemeenschappelijke munt ingevoerd in 2002 in 15 landen van de Europese Unie waaronder Portugal.
De schaduwzijde van het economisch herstel zijn de hoge inflatie en het toenemende tekort op de handelsbalans.

## Kerncijfers
Het bruto binnenlands product (bbp) van Portugal was in 2006 $229.881 miljard. Door de crisis in 2008 groeide het bbp nauwelijks, maar met zo’n 0,2%. Voor 2009 werd een negatieve groei verwacht. Een bbp per hoofd van $22.677 in 2006 zorgt ervoor dat Portugal een van de armste landen van de Europese Unie is in West-Europa.
In 2005 bedroeg het inflatiepercentage 2,3%. De volgende jaren schommelde het percentage zeer sterk.
Sinds 2004 stijgt het tekort op de Portugese lopende rekening. Dit tekort wordt veroorzaakt door een toenemend tekort op de handelsbalans. Toch wordt het tekort een beetje verzacht door een overschot op de kapitaalrekening en de inkomsten uit het toerisme.
De werkloosheid steeg sinds 2000. In 2007 stond het werkloosheidscijfer op 8,4 %, het hoogst percentage sedert 1987. Bijna 60.000 personen met een academische graad zijn werkloos. Deze groep bestaat hoofdzakelijk uit jongvolwassenen. De werkloosheid is vooral te wijten aan het lage opleidingsniveau.

## Sectoren

### Landbouw
Hoewel het niet het grootste deel van de economie omvat, is toch een aanzienlijk deel van het land toegewijd aan landbouw. De belangrijkste producten van de akkerbouw zijn graan, maïs, bonen, rogge, rijst, aardappelen, olijven en druiven. Toch moeten veel voedingsmiddelen worden ingevoerd door de achtergebleven technologie en de slechte infrastructuur.
Ongeveer 34% van de totale grondoppervlakte is bedekt met bossen. De meest voorkomende bomen zijn dennen, kurkeiken, steeneiken en eucalyptus. De helft van de wereldproductie van kurk is afkomstig van Portugal.

### Visserij
De visserij is van groot belang voor de voedselvoorziening en uitvoer. Portugal heeft een goed onderhouden wegennet, maar de infrastructuur is onvoldoende. Ook het spoorwegennet is niet uitgebreid. Daarom gaat bijna alle handel over zee. De belangrijkste havens bevinden zich in Lissabon en Porto.
De vissersschepen kunnen onderverdeeld worden naargelang de locatie waar men vist.
Er bestaan lokale vissersschepen, kustvisserijvaartuigen en langeafstand-vissersschepen.
De lokale vissersschepen zijn de kleinste maar ze omvatten 87% van de totale vissersvloot.
Ze zijn uitgerust om op verschillende manieren te vissen zoals haken, kieuwnetten en vallen. Dit worden ook polyvalente schepen genoemd. Ringzegenvisserij maakt ook deel uit van de lokale vloot maar ze vissen enkel op één soort vis: de sardine.
De kustvisserijvaartuigen en langeafstand-schepen zijn grotere schepen en varen buiten de Exclusieve Economische Zone. Ze vormen slechts 13% van de totale vloot. Deze groep bestaat uit polyvalente schepen, maar ook ringzegenvissers en sleepnetvissersvaartuigen. Er wordt vooral gevist op sardines, tonijn, octopus en schaaldieren.

### Mijnbouw en energie
Portugal heeft geen grote delfstoffenvoorraden daarom is de winning niet echt rendabel. Het land bezit hoofdzakelijk wolfraam, tin en uranium. De rest wordt verder ingevoerd.
Portugal produceerde 6,0 miljoen ton olie-equivalent (Mtoe) in 2014, geheel duurzaam. (1 Mtoe = 11,63 TWh, miljard kilowattuur.) Dat was niet genoeg voor de energievoorziening, het  TPES (total primary energy supply): 21 Mtoe. Het land importeerde 16 Mtoe fossiele brandstof meer dan het exporteerde.
Van de energie ging ongeveer 4 Mtoe verloren bij conversie, vooral bij elektriciteitsopwekking uit fossiele brandstof. 1,4 Mtoe werd gebruikt voor niet-energetische producten zoals smeermiddelen, asfalt en petrochemicaliën. Voor energie eindgebruikers resteerde 15 Mtoe waarvan 3,9 Mtoe = 45 TWh elektriciteit.
In 2016 was de uitstoot van kooldioxide 47 megaton, dat is 4,7 ton per persoon. Het wereldgemiddelde was 4,5 ton per persoon.
In de periode 2012-2016 bleef het eindgebruik ongeveer gelijk. Er werd minder elektriciteit uit Spanje geïmporteerd want in eigen land steeg waterkracht 180% en zonne- en windstroom groeide 24%. Samen leverde deze bronnen 65% van alle elektriciteit aan eindgebruikers in 2016.

### Toerisme
Het toerisme is een belangrijke bron van inkomsten. Jaarlijks bezoeken tussen de 10 en 20 miljoen mensen het land, hoewel na de Anjerrevolutie in 1974 het aantal toeristen fors daalde. 10% van de bevolking werkt in de toeristenindustrie.
De meest bezochte plaatsen zijn de Algarve, Lissabon en Porto.

## Import
- Jaartotaal $ 60,35 miljard (2005)
- Import van goederen: aardolie, aardolieproducten, machines, ijzer en staal
- Invoerpartners: EU en Verenigde Staten.

## Export
- Jaartotaal $ 38,8 miljard (2005)
- Export van goederen: kurk, wijn, kleding en textiel, visconserven, hout en papier
- Uitvoerpartners: EU en Verenigde Staten
- Portugal is 's werelds grootste producent van kurk, de op vier na grootste producent van wolfraam en de op zeven na grootste producent van wijn.

## Munteenheid
Voordat de euro als gemeenschappelijke munteenheid werd geïntroduceerd in 2002, was de escudo de officiële munt. Volgens de wisselkoers is 1 € = 200,482 escudo.